# Pseudometapterus wygodzinskyi
Pseudometapterus wygodzinskyi är en insektsart som först beskrevs av Elkins 1953.  Pseudometapterus wygodzinskyi ingår i släktet Pseudometapterus och familjen rovskinnbaggar. Inga underarter finns listade i Catalogue of Life.